# César Cabral
César Augusto Cabral (nacido el 11 de febrero de 1989 en San Cristóbal) es un lanzador dominicano de ligas menores que se encuentra en la organización de los Yankees de Nueva York.

## Carrera

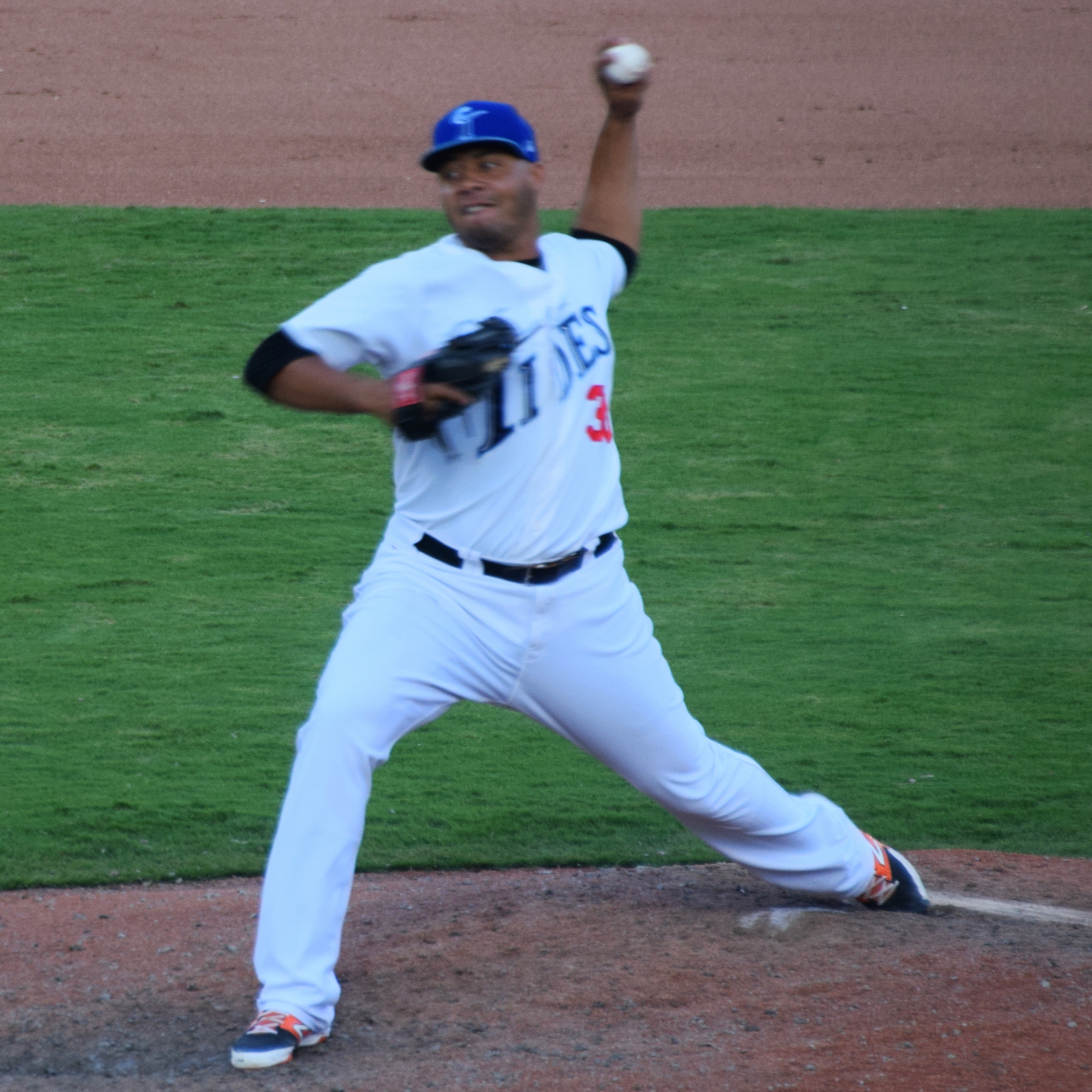
César Cabral (22 de agosto de 2015)

Cabral fue firmado originalmente por los Medias Rojas de Boston y jugó en su sistema de ligas menores hasta el año 2010. Su carrera profesional comenzó en 2006, cuando tuvo récord de 1-4 con una efectividad de 4.54 en 11 partidos (10 como abridor) con los DSL Red Sox. En 2007, una vez más con los DSL Red Sox, Cabral tuvo récord de 5-4 con una efectividad de 1.76 en 14 aperturas. Lanzó para los GCL Red Sox en el 2008, terminado con un récord de 2-5 con una efectividad de 5.59 en 11 partidos (9 como abridor), ponchando a 51 bateadores en 48 entradas y un tercio. En 2009, tuvo récord de 1-6 con una efectividad de 4.03 en 15 partidos (9 como abridor) con los Lowell Spinners. Dividió la temporada 2010 entre Greenville Drive y Salem Red Sox, teniendo récord de 4-0 combinado con una efectividad de 3.63 en 45 apariciones como relevista. Esa temporada, ponchó a 80 bateadores en 79 entradas y un tercio.
Un zurdo con un lanzamiento suave, lanzando exclusivamente rectas. Su recta se sitúa entre 91-93 mph y alcanza un máximo de 95 mph. Sus lanzamientos secundarios incluyen un excelente cambio de velocidad en círculo 81-83 mph, una curva rozando las 75 mph, y un fuerte slider de 79 a 82 mph. Proporciona una gran cantidad de abanicadas y ponches con su cambio, el cual tiene buen movimiento hacia bajo. Posee excelente dominio y control en los ataques a los bateadores.
Fue seleccionado por los Rays de Tampa Bay en el Draft de la Regla 5 de 2010. Fue reclamado en waivers por los Azulejos de Toronto el 12 de marzo de 2011, pero fue puesto nuevamente en waivers y reclamado nuevamente por los Rays el 14 de marzo. El 28 de marzo, fue devuelto a Boston por siguiendo las pautas de la Regla 5.
Fue seleccionado por los Reales de Kansas City en draft de la Regla 5 de 2011, y vendido a los Yankees.